# Paragerydus satelliticus
Paragerydus satelliticus är en fjärilsart som beskrevs av Hans Fruhstorfer 1913. Paragerydus satelliticus ingår i släktet Paragerydus och familjen juvelvingar. Inga underarter finns listade i Catalogue of Life.